# Cheung Kuon
Cheung Kuon es una comuna (khum) del distrito de Samraong, en la provincia de Takéo, Camboya. En marzo de 2008 tenía una población estimada de 8275 habitantes.
Se encuentra ubicada al sur del país, en la llanura camboyana, cerca del río Mekong y de la frontera con Vietnam.